# Deutsche Gesellschaft für Politikwissenschaft
Die Deutsche Gesellschaft für Politikwissenschaft (DGfP) ist eine politikwissenschaftliche Fachvereinigung.

## Geschichte
Die DGfP wurde am 23. Februar 1983 von dem ehemaligen Vorsitzenden der Deutschen Vereinigung für Politische Wissenschaft (DVPW) Manfred Hättich sowie den Politologen Werner Link, Dieter Oberndörfer, Alexander Schwan, Hans-Peter Schwarz, Klaus Kröger, Hella Mandt, Karl Schmitt, dem Soziologen Theodor Hanf und dem Juristen Hermann Avenarius gegründet. Anlass für die Gründung war die Spaltung in der DVPW, vor allem über die Frage der Mitgliederkonzeption einer wissenschaftlichen Vereinigung und das Selbstverständnis des Faches. Während die DVPW grundsätzlich allen Absolventen offenstand und in den 1970er Jahren auch überlegte, Studierende aufzunehmen, beschränkte sich die DGfP auf Hochschullehrer und Promovierte. Gründungsvorsitzender war Werner Link, der auch als Herausgeber der ersten Veröffentlichung der neuen Vereinigung fungierte.
In der DGfP finden sich tendenziell mehr Mitglieder mit konservativer oder rechtsliberaler Einstellung, wobei eine Mitgliedschaft – und Funktionsübernahme – stets für Wissenschaftler jeglichen politischen Hintergrunds möglich war. Die politischen Gegensätze der Anfangsjahre wurden u. a. durch die aktive Vorstandsarbeit von Ernst-Otto Czempiel, Jürgen Gebhardt und Gesine Schwan minimiert.
Derzeit gehören der Gesellschaft über 200 Mitglieder an, u. a. Politikwissenschaftler, Staatsrechtler, Soziologen und Historiker sowie Vertreter weiterer verwandter Disziplinen. Fördermitglieder sind der Verlag C.H.Beck, der Nomos Verlag, Springer VS und die Peter-Lang-Verlagsgruppe.
Gemeinsam mit der Stiftung Wissenschaft und Demokratie vergibt die DGfP den Preis „Das politikwissenschaftliche Buch“. 2022 wurde Oliver Eberl mit seinem Werk Naturzustand und Barbarei. Begründung und Kritik staatlicher Ordnung im Zeichen des Kolonialismus die Auszeichnung zugesprochen.

## Vorsitzende
- 1983: Werner Link, Gründungsvorsitzender
- 1983–1985: Manfred Hättich
- 1985–1987: Gesine Schwan
- 1987–1989: Peter Haungs
- 1989–1991: Erhard Forndran
- 1991–1993: Hartmut Jäckel
- 1993–1995: Adolf Kimmel
- 1995–1997: Karl Rohe
- 1997–1999: Klaus Dicke
- 1999–2001: Karl Schmitt
- 2001–2003: Hans Vorländer
- 2004–2005: Eberhard Sandschneider
- 2005–2007: Nikolaus Werz
- 2007–2009: Eckhard Jesse
- 2009–2011: Christopher Daase
- 2011–2013: Marianne Kneuer
- 2013–2015: Karl-Rudolf Korte
- 2015–2017: Carlo Masala
- 2017–2019: Manuel Fröhlich
- 2019–2021: Florian Grotz
- 2021–2023: Andrea Gawrich
- 2023–2025: Uwe Wagschal
- seit 2025: Christoph Strünck[6]

## Jahrestagungen
Im Zentrum der Aktivitäten der DGfP steht die Jahrestagung. Themen in den vergangenen Jahren waren:
- 1983 „Ost-West-Konflikt“
- 1996 „Demokratie und Politik in der Informationsgesellschaft“
- 1997 „Integrationskraft der Politik“
- 1998 „Politik des Entscheidens“
- 1999 „Der demokratische Verfassungsstaat in Deutschland“
- 2000 „Raum und Politik“
- 2001 „Herausforderungen der repräsentativen Demokratie“
- 2002 „Gewalt und die Suche nach weltpolitischer Ordnung“
- 2003 „Politische Reform in der Demokratie“
- 2004 „Empire“
- 2005 „Neues Deutschland. Eine Bilanz der deutschen Wiedervereinigung“
- 2006 „Demografischer Wandel: Politische und gesellschaftliche Implikationen“
- 2007 „Sicherheit“
- 2008 „1989 und die Perspektiven der Demokratie“
- 2009 „Renaissance des Staates?“
- 2010 „Die Einheit der Politikwissenschaft“
- 2011 „Macht“
- 2012 „Das Internet: Bereicherung oder Stressfaktor für die Demokratie“
- 2013 „Standortbestimmung Deutschlands“
- 2014 „Emotionen und Politik“
- 2015 „Politik in unsicheren Zeiten: Kriege, Krisen und neue Antagonismen“
- 2016: „Grenzen“
- 2017: „Zur Lage der Nation. Konzeptionelle Debatten, gesellschaftliche Realitäten, internationale Perspektiven“
- 2018: „Politik und Persönlichkeit“
- 2019: „Sprache und Politik. Innovationen, Instrumentalisierungen und Polarisierung im öffentlichen Diskurs“
- 2021: „Andere Welt – neue Politik?“

## Publikationen
Schriften der DGfP wurden zunächst als Sonderhefte der Zeitschrift für Politik beim Carl Heymanns Verlag herausgegeben; seit 1988 werden sie im Nomos Verlag veröffentlicht.